# František Nušl
František Nušl (3. prosince 1867, Jindřichův Hradec – 17. září 1951, Praha) byl český astronom, spoluzakladatel Ondřejovské hvězdárny a dlouholetý předseda České astronomické společnosti. Mezi jeho žáky patřily dvě generace českých astronomů.

## Životopis
Po gymnáziu v Jindřichově Hradci studoval matematiku, fyziku a astronomii na české části Karlovy univerzity v Praze (tehdy nazývané Česká universita Karlo-Ferdinandova) u profesorů Strouhala a Seydlera. Jeho prostřednictvím se setkal s T. G. Masarykem, Janem Gebauerem a Jaroslavem Gollem, s nimiž pak také spolupracoval na Ottově slovníku naučném. Od roku 1893 učil matematiku na reálce v Hradci Králové a v Praze-Karlíně.
Seznámil se s továrníkem Josefem Janem Fričem a spolu s ním budoval od roku 1898 hvězdárnu v Ondřejově a roku 1906 se stal jejím prvním ředitelem. Roku 1900 se mu narodil syn Jan Nušl, později slavný šperkař a sochař kovů.
Roku 1904 se habilitoval v astronomii na Karlově univerzitě, od roku 1908 byl profesorem matematiky na ČVUT a od roku 1922 ředitelem Státní hvězdárny v Praze a předsedou České astronomické společnosti. V této funkci se podílel na vybudování Štefánikovy hvězdárny v Praze na Petříně. Od roku 1928 byl také profesorem astronomie na Univerzitě Karlově a pravidelně přednášel v rozhlase.
Prof. František Nušl zemřel 17. září 1951 a je pohřben na Břevnovském hřbitově v oddělení C-17 a hrobě č. 30.

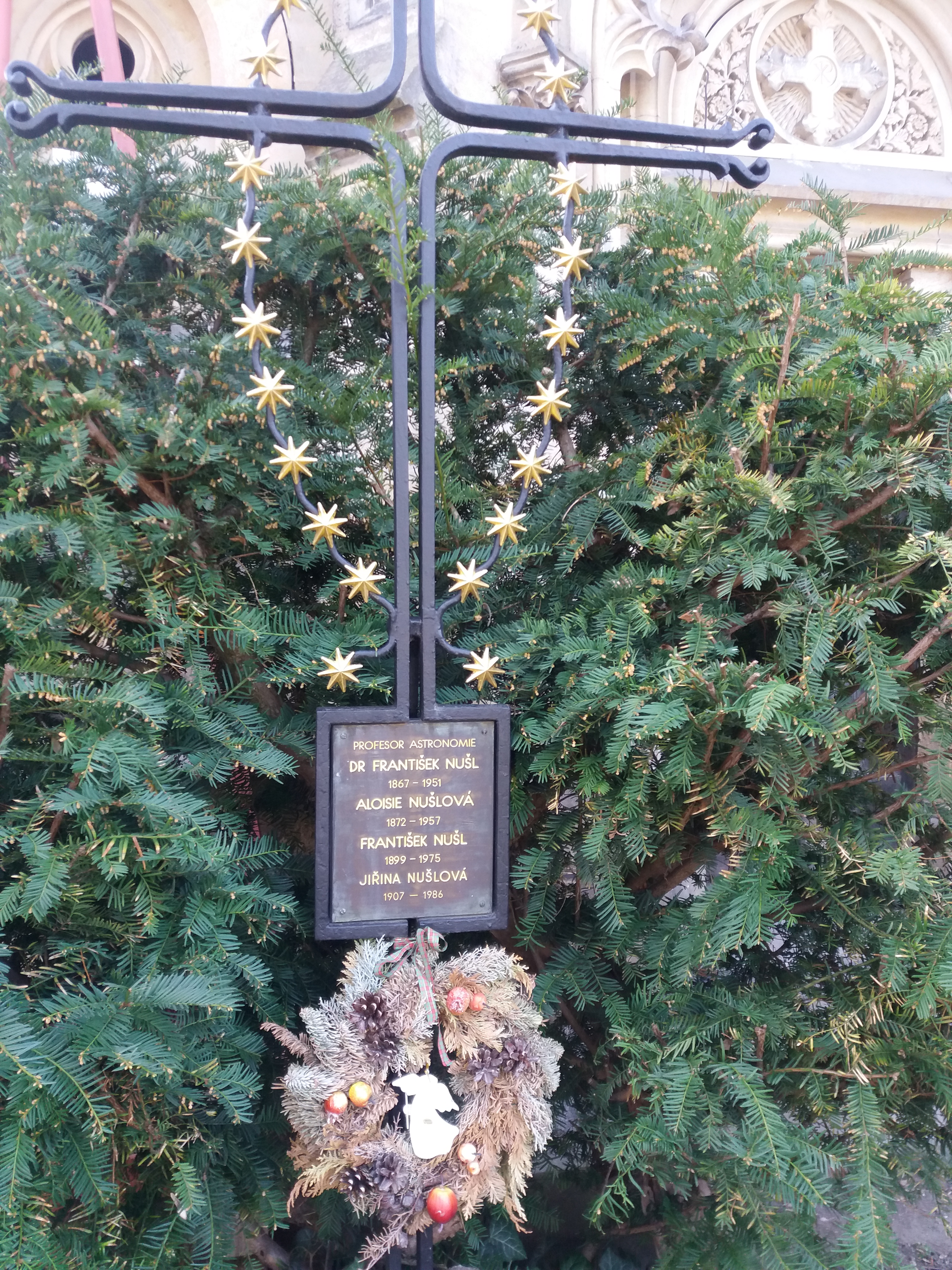
Hrob Františka Nušla

## Vědecké zaměření
Zabýval se hlavně měřením Země a času a geometrickou optikou. Vynalezl řadu zajímavých mechanismů a přístrojů. V roce 1903 sestrojil cirkumzenitál – přístroj pro určování zeměpisných souřadnic, který využíval vlastností rtuťového zrcadla. Přístroj byl postupně zdokonalován (v letech 1906, 1922 a 1932). Za tento přístroj dostal spolu s Fričem zlatou medaili na světové výstavě v Paříži v roce 1937. Cirkumzenitál byl až do objevu radarového a družicového zaměřování nejpřesnějším mobilním přístrojem na určování zeměpisné délky. Bylo s ním (v noci) možné určit souřadnice s přesností až 30 m (pro porovnání: současný systém GPS má obvyklou civilní přesnost 3–10 metrů, technickou i pod 1 cm).
V roce 1926 vynalezl přístroj, který v kónicky se pohybujícím zrcadle měřil rychlost meteoritů přímo při vizuálním pozorování.

## Pocty
Je po něm pojmenován kráter Nušl na odvrácené straně Měsíce, planetka (3424) Nušl a hvězdárna v Jindřichově Hradci. Česká astronomická společnost uděluje od roku 1999 obnovenou Nušlovu cenu (původně udělována v letech 1938–1949). Ve Stodůlkách v městské části Praha 13 i v Jindřichově Hradci a v Ondřejově jsou po něm pojmenovány ulice.